# Tolerancia de fabricación
La tolerancia dimensional o tolerancia de fabricación es un término propio de la metrología industrial que se aplica a la fabricación de piezas en serie. Dada una magnitud significativa y cuantificable propia de un producto industrial (sea alguna de sus dimensiones, resistencia, peso o cualquier otra), el margen de tolerancia es el intervalo de valores en el que debe encontrarse dicha magnitud para que se acepte como válida, lo que determina la aceptación o el rechazo de los componentes fabricados, según sus valores queden dentro o fuera de ese intervalo.
El propósito de los intervalos de tolerancia es el de admitir un margen para las imperfecciones en la manufactura de componente, ya que se considera imposible la precisión absoluta desde el punto de vista técnico, o bien no se recomienda por motivos de eficiencia: es una buena práctica de ingeniería el especificar el mayor valor posible de tolerancia mientras el componente en cuestión mantenga su funcionalidad, dado que cuanto menor sea el margen de tolerancia, la pieza será más difícil de producir y por lo tanto más costosa.
La tolerancia puede ser especificada por un rango explícito de valores permitidos, una máxima desviación de un valor nominal, o por un factor o porcentaje de un valor nominal. Por ejemplo, si la longitud aceptable de una barra de acero está en el intervalo 1 m ± 0,01 m, la tolerancia es de 0,02 m (longitud absoluta) o 1% (porcentaje). La tolerancia puede ser simétrica, como en 40±0,1, o asimétrica, como 40{\displaystyle _{-0,1}^{+0,2}}.
La tolerancia es diferente del factor de seguridad, pero un adecuado factor de seguridad tendrá en cuenta tolerancias relevantes además de otras posibles variaciones.

## Tolerancia en un componente eléctrico
Se podría necesitar una resistencia con un valor nominal de 100 Ω (ohms), pero también tener una tolerancia de 1%. Esto significa que cualquier resistor que se encuentre dentro del rango de 99 Ω a 101 Ω es aceptable. Podría no ser razonable especificar una resistencia con un valor exacto de 100 Ω en algunos casos, porque la resistencia exacta puede variar con la temperatura, corriente y otros factores más allá del control del diseñador.

## Tolerancia mecánica en un componente
La tolerancia es similar de una manera opuesta al ajuste en ingeniería mecánica, el cual es la holgura o la interferencia entre dos partes. Por ejemplo, para un eje con un diámetro nominal de 10 milímetros se ensamblará en un agujero se tendrá que especificar el eje con un rango de tolerancia entre los 10,04 y 10,076 milímetros. Esto daría una holgura que se encontraría entre los 0,04 milímetros (eje mayor con agujero menor) y los 0,112 milímetros (eje menor con agujero mayor). En este caso el rango de tolerancia tanto para el eje y el hoyo se escoge que sea el mismo (0,036 milímetros), pero esto no es necesariamente el caso general.
En mecánica, la tolerancia de fabricación se puede definir como los valores máximo y mínimo que debe medir un eje u orificio para que en el momento de su encaje el eje y el orificio puedan ajustarse sin problemas. Si se supera el valor máximo o el mínimo, entonces resultará imposible encajar el eje dentro del orificio, por lo que se dirá que el mecánico se ha pasado del valor de tolerancia.

## Unidades y precisión
Las unidades de medida empleadas son determinantes a la práctica; por lo general, entre mayor cantidad de lugares decimales mayor la precisión, pero las unidades deben preferiblemente ser escogidas siguiendo los protocolos y estándares de industria. Por ejemplo, la medida angular puede ser indicada en forma decimal o en precisión de grado, minuto y segundo; más estas dos formas no son las únicas formas de definir un ángulo. No se deben combinar unidades de medida en los valores delimitantes.

## Estilo
La nomenclatura de las tolerancias puede ser de un estilo conocido y preferido:
- Límites. No se tiene pues cuando las tolerancias denotan los límites se escribe el mayor límite subrayado, y el límite menor en la parte inferior, o bajo la línea.
- Básico. Un rectángulo encierra la dimensión teóricamente perfecta.
- Simétrica. La tolerancia es equitativa hacia la delimitación mayor que la menor.
- Unilateral. Ambos valores delimitantes son hacia el lado mayor y viceversa.